# Zugshunstit-(Ce)
Zugshunstit-(Ce) ist ein sehr selten vorkommendes Mineral aus der Mineralklasse der „Organischen Verbindungen“. Es kristallisiert im monoklinen Kristallsystem mit der chemischen Formel (Ce,Nd,La)Al(SO4)2(C2O4)·12H2O, ist also chemisch gesehen ein kristallwasserhaltiges Cer-Aluminium-Sulfat-Oxalat.
Zugshunstit-(Ce) von der Typlokalität bildet isometrische bis blockige, leicht parallel [100] gestreckte Kristalle bis fast 2 mm Größe mit einer sehr charakteristischen Morphologie, ferner subparallele Aggregate bis 2 mm Durchmesser.
Das Mineral stammt vom „Alum Cave Bluff“, einer als Touristenattraktion bekannten Lokalität im Great Smoky Mountains National Park, Tennessee, wo es bei der Verwitterung eines pyrithaltigen Phyllits entsteht. Der Name kann mit „Alaunhöhlensteilklippe“ übersetzt werden, jedoch gibt es hier keine Höhle, sondern lediglich die genannte, ca. 30 m hohe Steilklippe, die einen 10 m tiefen Überhang bildet, in deren Schutz die hier gebildeten wasserlöslichen Sulfat- und Oxalatminerale erhalten bleiben.

## Etymologie und Geschichte
Im Jahre 1981 begann T. Dennis Coskren aus Columbia/Maryland mit der Untersuchung einer ungewöhnlichen Mineralisation an der „Alum Cave Bluff“. Diese Untersuchungen führten zur Identifizierung einer Vielzahl ungewöhnlicher, für ein Verdunstungsmilieu typischer Minerale. Einige Phasen konnten anfänglich allerdings nicht charakterisiert werden und wurden zur Identifizierung in das Mineralogische Labor an der University of Michigan gegeben, wo sich herausstellte, dass es sich bei drei dieser Phasen um seltenmetall- und Sulfat-haltige Oxalate handelt. Alle drei wurden nach der Einreichung bei der International Mineralogical Association (IMA) anerkannt, so auch das unter der Nummer IMA 1996-055 bestätigte Mineral, welches im Jahre 2001 von einem US-amerikanischen Forscherteam mit Roland C. Rouse, Donald R. Peacor, Eric J. Essene, T. Dennis Coskren und Robert J. Lauf im amerikanischen Wissenschaftsmagazin „Geochimica et Cosmochimica Acta“ als Zugshunstit-(Ce) beschrieben wurde.
Benannt wurde das Mineral nach der Bezeichnung der Cherokee-Indianer für die zu den Appalachen gehörenden Great Smoky Mountains, die etwa als „Tsu-g-shv-sdi“
wiedergegeben werden kann. Der Levinson Modifier [das Suffix „-(Ce)“] weist auf das dominierende Seltenerdmetall (hier: Cer) hin, wie es die Richtlinien der IMA bei der Namensgebung von seltenmetallhaltigen Mineralen verlangen.
Das Typmaterial für Zugshunstit-(Ce) wird an der University of Michigan, Ann Arbor/Michigan, und im zur Smithsonian Institution gehörenden National Museum of Natural History, Washington, D.C., aufbewahrt.

## Klassifikation
In der veralteten 8. Auflage der Mineralsystematik nach Strunz war der Zugshunstit-(Ce) noch nicht aufgeführt.
In der zuletzt 2018 überarbeiteten Lapis-Systematik nach Stefan Weiß, die formal auf der alten Systematik von Karl Hugo Strunz in der 8. Auflage basiert, erhielt das Mineral die System- und Mineralnummer IX/A.01-130. Dies entspricht der Klasse der „Organische Verbindungen“ und dort der Abteilung „Salze organischer Säuren“, wo Zugshunstit-(Ce) zusammen mit Antipinit, Caoxit, Coskrenit-(Ce), Deveroit-(Ce), Falottait, Glushinskit, Humboldtin, Levinsonit-(Y), Lindbergit, Middlebackit, Minguzzit, Moolooit, Natroxalat, Novgorodovait, Oxammit, Stepanovit, Weddellit, Wheatleyit, Whewellit und Zhemchuzhnikovit die Gruppe der „Oxalate [C2O4]2−“ mit der Systemnummer IX/A.01 bildet.
Die von der International Mineralogical Association (IMA) zuletzt 2009 aktualisierte 9. Auflage der Strunz’schen Mineralsystematik ordnet den Zugshunstit-(Ce) in die Klasse der „Organische Verbindungen“ und dort in die Abteilung „Salze von organischen Säuren“ ein. Hier ist das Mineral in der Unterabteilung „Oxalate“ zu finden, wo es als einziges Mitglied eine unbenannte Gruppe mit der Systemnummer 10.AB.75 bildet.
In der vorwiegend im englischen Sprachraum gebräuchlichen Systematik der Minerale nach Dana hat Zugshunstit-(Ce) die System- und Mineralnummer 50.01.09.01. Das entspricht der Klasse der „Organische Minerale“ und dort der Abteilung „Organische Minerale“. Hier findet er sich innerhalb der Unterabteilung „Salze organischer Säuren (Oxalate)“ in der „Zugshunstitgruppe“, in der auch Coskrenit-(Ce) und Levinsonit-(Y) eingeordnet sind.

## Chemismus
Mittelwerte aus Mikrosondenanalysen an Zugshunstit-(Ce) von der „Alum Cave Bluff“ führten zu Gehalten von 2,16 % La2O3, 13,17 % Ce2O3, 1,68 % Pr2O3, 6,50 % Nd2O3, 0,80 % Sm2O3, 0,27 % Eu2O3, 0,14 % Gd2O3, 6,92 % Al2O3, 1,11 % Fe2O3, 0,04 % CaO, 24,01 % SO3, [10,80] % C2O3 und [32,41] % H2O (die beiden letzten wurden aus der Stöchiometrie berechnet). Daraus ergab sich die empirische Formel (Ce0,54Nd0,26La0,09Pr0,07Sm0,03Eu0,01Gd0,01)Σ=1,01Al1,00(SO4)2,00(C2,00O4)·12,00H2O, die zu (Ce,Nd,La)Al(SO4)2(C2O4)·12H2O vereinfacht wurde.
Zugshunstit-(Ce) ist das cerdominante Analogon zum yttriumdominierten Levinsonit-(Y), die beide in der „Alum Cave Bluff“ nebeneinander auftreten. Die Metalle der Seltenen Erden weisen eine starke Fraktionierung zwischen diesen beiden Mineralen auf. Die leichten Seltenerdmetalle (englisch: „Light Rare Earth Elements“, LREE) Cer und Praseodym sind im Zugshunstit-(Ce) konzentriert, Neodym ist gleichermaßen in beiden Oxalaten enthalten, während Yttrium und die mittleren bis schweren Seltenerdmetalle („Medium Rare Earth Elements“ und „Heavy Rare Earth Elements“, MREE und HREE) Samarium, Europium, Gadolinium, Dysprosium und Erbium an Levinsonit-(Y) gebunden sind.

## Kristallstruktur
Zugshunstit-(Ce) kristallisiert monoklin in der Raumgruppe C2/c (Raumgruppen-Nr. 15) mit den Gitterparametern a = 8,718 Å; b = 18,313 Å; c = 13,128 Å und β = 93,90° sowie vier Formeleinheit pro Elementarzelle.
Die Struktur des Zugshunstit-(Ce) basiert auf einem Grundbaustein, nämlich Ketten von miteinander alternierenden REE-Polyedern und Oxalat-Gruppen, wobei eine Oxalat-Gruppe gemeinsame Kanten mit den benachbarten Polyedern aufweist. Der Grundbaustein wird durch zwei Sulfat-Tetraeder komplettiert, von denen jedes eine gemeinsame Ecke mit dem REE-Polyeder besitzt. Das REE-Polyeder im Zugshunstit-(Ce) ist ein [9]fach koordiniertes, d. h. mit neun Liganden versehenes überkrontes Antiprisma mit quadratischem Querschnitt, das den Polyedern in Monazit ähnelt. Der zusätzliche Ligand an der Spitze des Antiprismas, ein Wassermolekül, führt zu Verschiebungen der Ketten, isolierten Wassermoleküle und isolierten Al(H2O)6-Oktaeder im Vergleich zu deren Positionen in der sehr ähnlichen Struktur des Levinsonit-(Y). Die Al-Oktaeder besitzen ungewöhnlicherweise nur H2O-Liganden, und keines von ihnen ist mit einem anderen Polyeder der Struktur verbunden. Es handelt sich also um isolierte Einheiten, die mit den Grundbausteinen nur über Wasserstoffbrückenbindungen verknüpft sind.

## Eigenschaften

### Morphologie
Zugshunstit-(Ce) bildet idiomorphe, typisch isometrische bis blockige Kristalle bis zu fast 2 mm Größe, die hinsichtlich Kristalltracht und Kristallhabitus an blockige Feldspatkristalle erinnern. Die Kristalle sind leicht parallel nach der a-Achse [100] gestreckt und zeigen das Prisma {012} als tragende Form. Untergeordnet entwickelt sind das Pinakoid {010} und das Prisma {111}. Häufig treten die Kristalle zu subparallel aggregierten Gebilden zusammen.

### Physikalische und chemische Eigenschaften
Zugshunstit-(Ce)-Kristalle zeigen – wie Coskrenit-(Ce), nur etwas weniger intensiv – alexandritartige Farbeffekte mit blass blaugrauer Färbung im fluoreszierenden Licht der Leuchtstoffröhren und weißer Farbe im Glühlampenlicht, die auf die Gehalte an Cer zurückzuführen sind. Im Sonnenlicht sind die Kristalle farblos. Ihre Strichfarbe wird als farblos angegeben. Da die Strichfarbe der Pulverfarbe entspricht und das Mineralpulver nicht farblos ein kann, dürfte die Farbe des Strichs am besten mit weiß beschrieben sein. Die Oberflächen der glasklar-durchsichtig Kristalle zeigen einen deutlichen glasartigen Glanz.
Das Mineral zeigt unvollkommene Spaltbarkeit nach {010}, bricht aber aufgrund seiner Sprödigkeit ähnlich wie Amblygonit, wobei die Bruchflächen uneben ausgebildet sind. Aufgrund der geringen Kristallgröße ließen sich weder seine Mohshärte noch die Vickershärte ermitteln. Gemessene Werte für die Dichte des Zugshunstit-(Ce) existieren nicht, die berechnete Dichte für das Mineral beträgt 2,121 g/cm³.
Zugshunstit-(Ce) ist in Wasser leicht und rückstandsfrei löslich.

## Bildung und Fundorte
Als sehr seltene Mineralbildung konnte Zugshunstit-(Ce) bisher (Stand 2016) nur von einem Fundpunkt beschrieben werden. Seine Typlokalität ist die Gesteinsklippe der „Alum Cave Bluff“ im Great-Smoky-Mountains-Nationalpark, Sevier County, Tennessee, Vereinigte Staaten. Begleitminerale sind Levinsonit-(Y), Coskrenit-(Ce), Epsomit und das „Haarsalz“ Halotrichit, wobei der Zugshunstit-(Ce) entweder in Epsomit und/oder Halotrichit eingebettet auftritt oder freistehende Kristalle in Hohlräumen in diesen Mineralen bildet.
Zugshunstit-(Ce) ist eine typische Sekundärbildung, die in den Böden der „Alum Cave Bluff“ auftritt. Der Name der Lokalität ist irreführend, da es sich nicht um eine Höhle, sondern um eine steile, überhängende Gesteinsklippe handelt. Das Kliff und das umgebende anstehende Gestein sind Teil der präkambrischen Anakeesta-Formation, einem Metapelit mit der Textur eines Phyllits, dessen Hauptminerale Muskovit, Biotit, Chlorit, Quarz und Pyrit sind. Dieses Gebiet ist mit Niederschlagsmengen von 2000 mm pro Jahr außerordentlich niederschlagsreich. Die resultierende Verwitterung des am Kliff anstehenden Gesteins beinhaltet auch die Oxidation des Pyrits und die Auflösung der hauptsächlichen gesteinsbildenden Silikate. Dies führt wiederum zu sulfatreichen Lösungen mit niedrigen pH-Werten, die reich an Elementen aus den aufgelösten Silikaten wie Eisen, Magnesium, Aluminium, Kalium, Natrium, Calcium und Mangan sind. Die Seltenerdmetall stammen wahrscheinlich aus alterierten Phasen wie Monazit und Xenotim. Wenn diese Lösungen die Wände des Kliffs heruntertropfen, gelangen sie unter die geneigte Oberfläche des Gesteinsüberhanges, wo eine teilweise Verdunstung zur Fällung von Sulfaten, insbesondere von denen des Eisens, führt. Der größte Teil des Wassers läuft dann weiter auf den Boden an der Basis des Kliffs, wo die vollständige Verdunstung die Entstehung einer großen Mineralvielfalt mit hauptsächlich hydrierten und/oder hydratisierten Sulfaten bewirkt. Diese Ausfällungen bestehen hauptsächlich aus Epsomit und Vertretern der Haarsalz-Familie, unter denen Apjohnit das am weitesten verbreitete Mineral ist.

## Verwendung
Zugshunstit-(Ce) ist aufgrund seiner Seltenheit lediglich für Mineralsammler interessant.